# Marcel Grifnée
Marcel Grifnée (Chaineux, 7 december 1947) is een Belgisch voormalig wielrenner.

## Carrière
Grifnée won enkele wedstrijden bij de amateurs en nam in 1968 deel aan de Olympische Spelen waar hij meedeed aan de ploegentijdrit over 100 km. Hij brak nooit door bij de profs en heeft enkel amateuroverwinningen op zijn naam staan.

## Overwinningen
1967
Romsée - Stavelot - Romsée